# RAW (foto)
RAW er en fællesbetegnelse for filformater, som kan bruges ved digital fotografering med spejlrefleks- og avancerede kompaktkameraer samt ved billedskanning.
RAW-filer er ikke bearbejdet af kameraets billedbehandlingssystem, men fremstår i rå form med direkte angivelse af hvor meget lys hver enkelt pixel på sensoren har opfanget. For at få et alment brugbart billede skal der nødvendigvis foretages en del efterbehandling, og i praksis producerer digitalkameraer derfor oftest JPEG-filer; der er komprimeret og har fået justeret f.eks. hvidbalance, farvemætning og kontrast.
RAW-filerne kan ikke anvendes direkte i en browser eller billedbehandlingsprogram, før de er behandlet på en computer med en RAW-konverter og ændret til et RGB-format, TIFF, JPEG eller PNG.

## Fordele ved RAW
- Intet kvalitetstab forårsaget af kompromiser i kameraets billedbehandling
- Større fleksibilitet ved manipulering af hvidbalance, farver, kontrast etc.
- Muligheden for at fremtidige konverteringsværktøjer kan bringe endnu bedre kvalitet frem i det færdige billede.

## Ulemper ved RAW
- Filerne er to til seks gange større end JPEG filer.
- De mange forskellige, lukkede standarder medfører en risiko for at et format går ud af brug.
- Der er ingen standardiserede behandlingsprocesser. Hver kameramodel har sine egne karakteristika som skal kendes præcist for at kunne fortolke RAW-filerne. "OpenRAW", som er en arbejdsgruppe sammensat af bl.a. fotografer arbejder dog på at standardisere RAW-formatet. Se evt. http://www.openraw.org/ Arkiveret 8. februar 2010 hos  Wayback Machine for mere information (Engelsk).

## RAW-billedfiler
Forskellige kameraproducenter og fotoredigeringsprogrammer bruger ofte egne filtyper.
- Adobe: .DNG
- Canon: .CRW .CR2 og .CR3
- Casio: .RAW
- Epson: .ERF
- Fujifilm: .RAF
- Hasselblad: .3FR
- Kodak: .DCR og .KDC
- Konica Minolta: .MRW
- Leica: .RAW
- Nikon: .NEF
- Olympus: .ORF
- Panasonic: .RAW
- Pentax: .PEF og .PTX
- Samsung: .DNG
- Sigma: .X3F
- Sony: .SRF og .ARW